# 紹斯特卡車站
紹斯特卡車站（羅馬化：Shostka）是烏克蘭北部蘇梅州紹斯特卡的鐵路車站，於1893年啟用。
2004年，車站進行了整修。紹斯特卡和捷列申斯克之間的鐵路段也在當年實現了電氣化。